# Гладкоцевни оръжия
Гладкоцевно оръжие или гладкостволно оръжие е огнестрелно оръжие, което има цев (среща си като „ствол“, русизъм) само с гладки стени.

## История
Първоначално всички огнестрелни оръжия, и ръчното, и тежкото (артилерията), е гладкостволно. Масовото въвеждане на нарезното оръжие в армиите започва едва през втората половина на 19 век, когато, от една страна, усъвършенстването на технологиите позволява масовото производство на евтини нарезни стволове, а от друга – се появява възможност тези оръжия да бъдат зареждани достатъчно бързо откъм дулото благодарение на появата на саморазширяващи се при изстрел куршуми, макар за лов и прицелна стрелба това оръжие да се използва отдавна.
Суворовският афоризъм „Щикът е юнак, куршума – дурак (на руски: Пуля дура, штык – молодец)“ се отнася именно към гладкостволното оръжие. Точността и далекобойността на гладкостволните пушки от края на 18 – началото на 19 век може да се покаже по примера на руската пехотната 7-линейна (17,78-mm) пушка образец 1808 г.: при дължина на ствола около 1140 mm в мишена с размери 1,8×1,22 m на дистанция 100 стъпки попадат средно 75% от куршумите, на 200 стъпки – 50%, на 300 стъпки – 25%.

## Ръчно гладкостволно оръжие
Понастоящем се използва основно за лов и като служебно оръжие (пушки), а също и за самоотбрана (пушки и прости гладкостволни пистолети).
Ствола на пушката може да има както равни, така и различни диаметри в началото и в края. Същества термин – Шок или Чок – дулно стеснение. При гладкостволните пушки то може да бъде постоянно или променливо.
Ако диаметрите на ствола са различни (при дулото диаметъра е по-малък), то стрелбата с калибрен куршум от него е невъзможна – той просто ще заседне (по-точно ствола ще се раздуе). За стрелба с куршум е необходимо той да минава през дулното стеснение с луфт от 0,3 – 0,5 mm (подкалибрен куршум) или да има отделящи се ведещи пояси. Дулното стеснение (усилен чок 1,25 mm) e необходимо за увеличаване на точността при стрелба на пределни дистанции със сачми №6 и №7. Някои пушки имат сменяеми насадки; чок, получок, цилиндри, завинтвани в канала на ствола (характерно за помповите и самозарядните гладкостволни пушки). Следва да се отбележи, че универсално оръжие не съществува.
Правият ствол (с вид на цилиндър) е предназначен за стрелби калибрени куршуми и има прилична кучност на боя при стрелба с картеч, но по-лоша кучност при стрелба със сачми на разстояния над 20 – 30 метра.
Дълго време продължават разработките на куршуми за гладкостволното ръчно оръжие, аналогични на широко използваните в съвременната гладкостволна артилерия оперени снаряди, което на теория би позволило да се доведе или поне да се приближат показателите за кучност на боя при гладкостволното оръжие към тези на нарезното; въпреки това, до днес няма създаден пригоден за масово производство образец. Една от причините е сложното и скъпо осигуряване на постоянни форма и размер за толкова малки, сравнено със снарядите, поразяващи елементи при тяхното масово производство.

## Класове
Гладкостволните пушки се разделят на класове в зависимост от:
- броя стволове (1, 2 или 3 (комбинирани с нарезен ствол));
- наличие или липса на пълнител и неговият тип (подстволен трубен, кутия и т.н.);
- способа на презареждане ([[чупене на ствола]], подвижна полуложа (помпово), самозарядно („полуавтомат“), надлъжно-въртящ (винтовъчен) затвор.
- Различният калибър на гладкостволното оръжие подразбира различно тегло на патрона, тегло на заряда сачми (куршум), тегло на барута. Има пушки от 4 до 32 калибър, обозначен в части от фунта: 4, 8, 10, 12, 16, 20, 22, 24, 28, 32 (цифрите означават броя куршуми от дадения калибър отливани от кюлче олово с тегло 1 фунт) и калибър .410, означаващ части от дюйма. Съответно, колкото е по-голяма цифрата на калибра, толкова по-малък е диаметъра на гилзата, заряда барут, сачми (куршуми) и отката. Величината на отката зависи от теглото на оръжието (оръжие с по-голямо тегло има по-малък откат), от теглото на поразяващата част (по-голямо тегло – по-голям откат), вида на поразяващата част (сачми – по-малък, куршум – по-голям) при други равни условия, системата за презареждане на оръжието (газоотводната система намалява отката). Следва да се отбележи, че отличителна особеност на гладкостволното оръжие е и дъжината на патронника (65,70,76 или 89 mm).

## Гладкостволна артилерия
От времето на внедряване на нарезните стволове в артилериията гладкостволни остават леките преносими системи – миномети и гранатомети. Техните снаряди се стабилизират с аеродинамично оперение, постоянно или (по-рядко) отварящо се.
„Завръщането“ към гладкостволните оръдия става в танкостроението. С появата на оперените снаряди гладкостволните оръдия придобиват следните преимущества пред нарезните:
1. В гладкостволното оръдие може значително (1,5 – 2 пъти) да се увеличи налягането в канала на ствола без риск от „изтриване“ на нарезите, а значи и да се увеличи началната скорост на снаряда.
2. Нараства бронепробиваемостта на подкалибрените снаряди.
3. Няма необходимост да се търси решение за компенсиране на въртенето на снаряда при кумулативните снаряди (въртенето на снаряда негативно влияе на формирането на кумулативната струя).
4. Става по-просто да се направи ПТУР, изстрелвана от канала на ствола.

Всичко това води до това, че на болшинството от съвременните и перспективни танкове се поставят именно гладкостволни оръдия.
Следва да се отбележи, че съвременните гладкостволни оръдия, като цяло, се отличават с по-малка точност, особено на разстояния превишаващи далечината на правия изстрел. Освен това, поради наличие на система от стабилизатори ОФ снарядите на танковите оръдия имат по-малка ефективност в сравнение с нарезната артилерия от същия калибър.